# Phare arrière du Port Quetzal
 (décembre 2020).

Le phare arrière du port Quetzal (en espagnol : Faro de Puerto Quetzal Adelante) est un phare actif situé à l'entrée du port Quetzal, dans le Département d'Escuintla au Guatemala.

## Histoire
Puerto Quetzal est le principal port du Guatemala sur le Pacifique. Il a remplacé celui de la ville voisine de Puerto San José. Le phare arrière est situé juste à l'ouest de l'entrée du port qui dessert à la fois le trafic commercial et les navires de croisière. Positionné sur la rive sud du port, il fonctionne conjointement avec le phare avant.

## Description
Ce phare est une tour métallique à claire-voie, avec une galerie et une balise photovoltaïque de 16 m de haut. La tour porte une grande marque de jour rouge avec une rayure verticale blanche au centre. Son feu à occultations émet, à une hauteur focale d'environ 18 m, un éclat blanc par période de 4 secondes. Sa portée est de 12 milles nautiques (environ 22 km).
Identifiant : Amirauté : G3385.1 - NGA : 111-15361.5 .

## Caractéristique dufeu maritime
Fréquence : 4 secondes (W)
- Lumière : 3 secondes
- Obscurité : 1 seconde

### Lien connexe
- Liste des phares du Guatemala